# Compagnie internationale de navigation aérienne
La Compagnie franco-roumaine de navigation aérienne (F.R.A) est créée en avril 1920. Elle devient en 1925 la Compagnie internationale de navigation aérienne ou Cidna. Elle est également connue sous le nom de Franco-roumaine.

## Historique

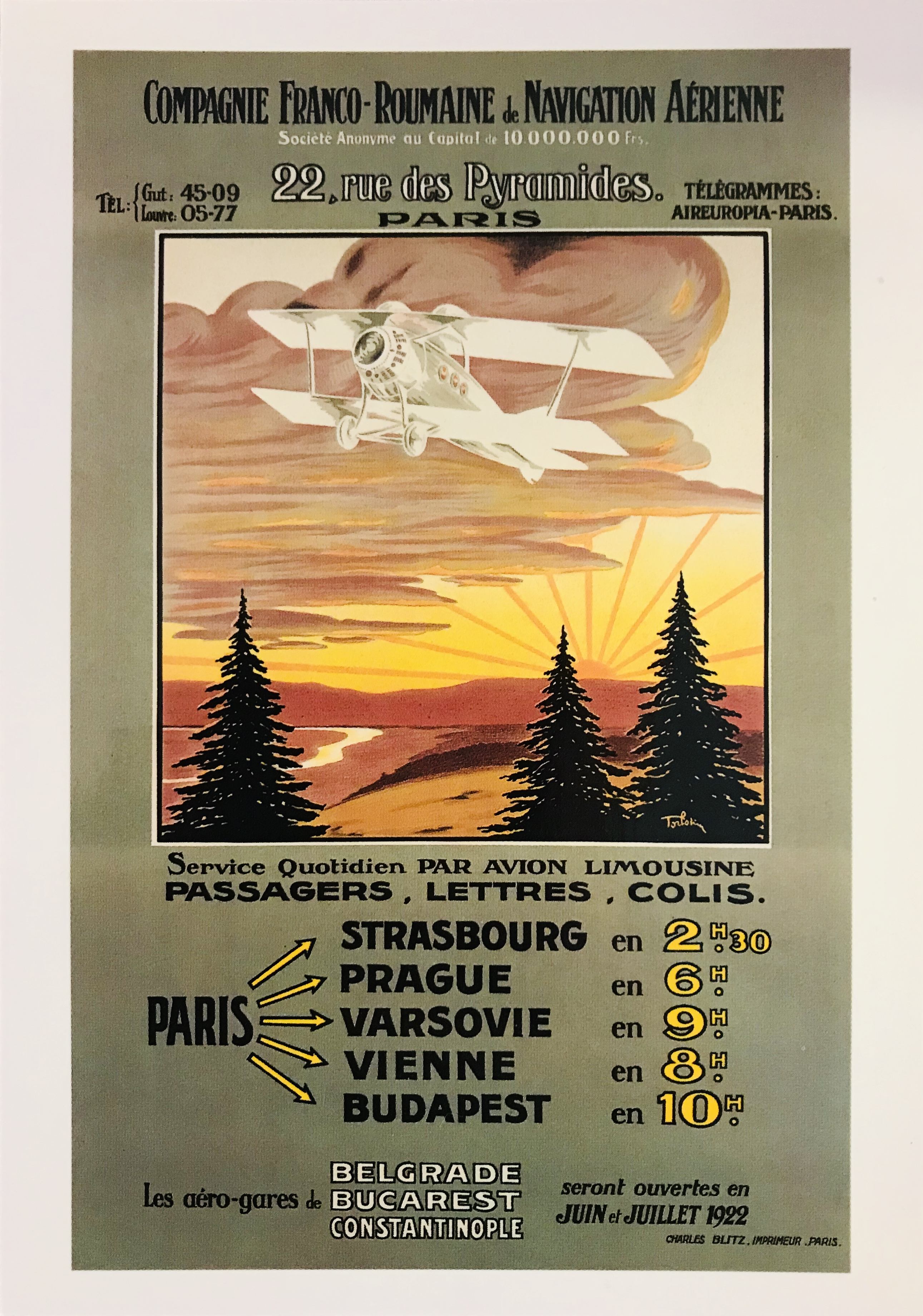

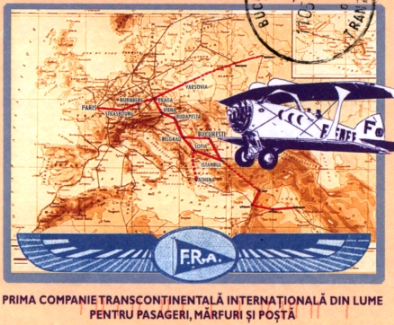
Affiche publicitaire roumaine de la Compagnie Franco-Roumaine

À la fin de la Première Guerre mondiale, lors des négociations qui ont précédé la signature du Traité de Trianon en 1920, l’idée d’une liaison aérienne entre Paris et Bucarest est proposée par le diplomate roumain Nicolae Titulescu à son homologue français, le général Maurice Duval, ce dernier devenant le premier président de la future compagnie.
Cette compagnie est créée par le comte Pierre Claret de Fleurieu, pilote français de la Première Guerre mondiale ayant abattu quatre avions en 10 jours avant d’être amputé d'un bras (escadrille SPA 95). Elle est la première de l'histoire de l'aviation intercontinentale à transporter par avion de ligne des passagers dans un cadre commercial.
À cette époque, Pierre de Fleurieu est employé à la banque franco-romaine Marmorosch Blank & Cie, dirigé par Aristide Blank.
Après avoir recruté Pierre de Fleurieu, Aristide Blank lui donne une ligne de conduite : « Il vous reste à me montrer ce que vous valez. Appliquez-vous et ayez des idées. »

Pierre de Fleurieu raconte dans ses mémoires : 

« Et si je lui proposais de créer ce qui aurait été à l'époque la première grande ligne aérienne internationale du monde ! Une ligne aérienne régulière à travers l'Europe desservant la Tchécoslovaquie, la Pologne, la Hongrie, la Roumanie, la Turquie (Constantinople) ? Les communications par l'Orient-Express étaient lentes et fatigantes, peut-être serait-il intéressé? »

Il faut innover en tout. Il n'existe alors aucun modèle d'avion de transport de passager ni aucun aérodrome commercial en Europe. Il faut tous les créer. De plus, pour desservir un réseau de capitales, il faut l'accord et le concours actif de chaque pays traversé, d'où l'obligation de conclure des contrats avec chacun d'eux, ce qui durera au moins deux ans.
Pierre de Fleurieu précise ces difficultés :

« En étudiant la question de plus près, je m'aperçus qu'il n'existait aucun avion pouvant satisfaire aux exigences d'un transport commercial de passagers. Il fallait commencer par ne charger que du frêt. Je n'aurais au début que des avions de guerre, où l'on pouvait à la rigueur remplacer les bombes par du courrier. Piètre solution. Aucun aérodrome commercial en Europe. Il fallait tous les créer. Pas de terrains de secours ! les aménager était une nécessité vitale. Et puis, pour desservir un réseau de capitales, il fallait l'accord et le concours actif de chaque pays traversé, d'où l'obligation de conclure des contrats avec chacun d'eux, ce qui durerait au moins deux ans. Pendant cette période, il fallait donner aux constructeurs français les plans d'avions commerciaux pouvant transporter au moins trois puis quatre, puis six passagers en attendant mieux. »

Pierre de Fleurieu poursuit dans ses mémoires : 

« Serrant le problème de plus en plus près, j'arrivai à établir un plan d'action et à préciser les besoins, mois par mois, d'une trésorerie peu encourageante, je dois l'avouer. Je ne pouvais cependant pas m'empêcher de penser au formidable essor que prendrait un jour ou l'aura l'aviation commerciale ! Cinquante ans à l'avance, j'imaginais des avions transportant 100, 200 passagers à travers les océans et les continents du monde. J'étais sûr que quelqu'un le ferait un jour, pourquoi pas moi ?
Et puis, si j'arrivais à créer cette grande artère aérienne à travers l'Europe, pourquoi ne pas se servir de l'immense prestige que l'aviation française en retirerait pour mettre notre industrie aéronautique à la base du développement dans ce domaine de chaque pays traversé ? Pourquoi les grandes capitales telles que Prague, Varsovie, Vienne, Budapest, Constantinople n'achèteraient-elles pas des avions et des pièces détachées françaises, ne fabriqueraient-elles pas d'après des licences françaises leurs pièces de rechange, leurs hélices, leurs trains d'atterrissage, pourquoi ne prendraient-elles pas à Paris leur pneumatiques, leurs appareillages électriques ?
Le jour vint où mon projet financier fut établi, il était présenté avec grand soin, tapé d'une façon irréprochable, précédé de considérations générales sur l'avenir qui attendait les transports aériens, et terminé par un grand coup de clairon sur l'amitié franco-roumaine en particulier, et en général sur l'amitié entre les peuples de cette "Petite Entente" qui allait naître bientôt et assurer à la France à travers l'Europe un réseau d'amitiés précieuses.
J'envoyai mon projet à Aristide Blank, persuadé qu'aucune suite ne serait jamais donnée à un rêve aussi délirant que celui que je venais de faire. Quand je fus convoqué, une dizaine de jours plus tard dans son bureau, j'étais prêt à m'excuser de lui avoir fait perdre son temps. A ma grande stupéfaction, il me fit asseoir, me tendit un énorme cigare et me dit qu'il avait lu mon étude, qu'il était enthousiasmé, que j'étais dès cet instant le directeur général statutaire de la compagnie Franco-Roumaine de navigation aérienne. Il rédigea sous mes yeux un chèque de plusieurs millions à mon nom et me le remit avec un grand sourire en me disant: "Vous commencerez demain, je vous fais une confiance totale. Marchez, je vous suivrai.
Nous étions en avril 1920, la grande aventure commençait comme un conte de fée. »

Deux ans plus tard, le 3 juin 1922, paraît au Journal officiel de la République Française l'approbation de la convention passée le 14 avril 1922 entre le directeur du service de la navigation aérienne, agissant au nom et pour le compte de l'État, et M. Pierre de Fleurieu, de la compagnie franco-Roumaine, 22, rue des Pyramides, à Paris, agissant au nom et pour le compte de ladite entreprise et dûment autorisé par délibération du conseil d'administration, en date du 5 juin 1921, pour l'exploitation, d'un service public de transports aériens pour voyageurs, messageries, marchandises et fret postal sur la ligne: Paris-Strasbourg-Prague-Varsovie.
Le décret du 3 juin 1922 attribue des subventions de l'État, ponctionnées sur les crédits budgétaires du sous secrétariat d'État à l'aéronautique et des transports aériens. Le général Hirschauer n'hésite pas à affirmer devant le Sénat qu'il s'agit du "type de la ligne d'intérêt politique".
La convention passée entre le comte Pierre de Fleurieu d'une part, directeur général représentant la compagnie Franco-Roumaine et le Colonel Saconney, directeur du service de la navigation aérienne, agissant au nom et pour le compte de l’État, stipule:
« La compagnie Franco-Roumaine, s'engage à assurer un service public de transports aériens pour voyageurs, messageries, marchandises et poste par avions entre Paris-Strasbourg-Prague-Varsovie, conformément aux clauses et conditions du cahier des charges communes annexé à la présente convention, cahier des charges dont elle déclare avoir pris connaissance. »

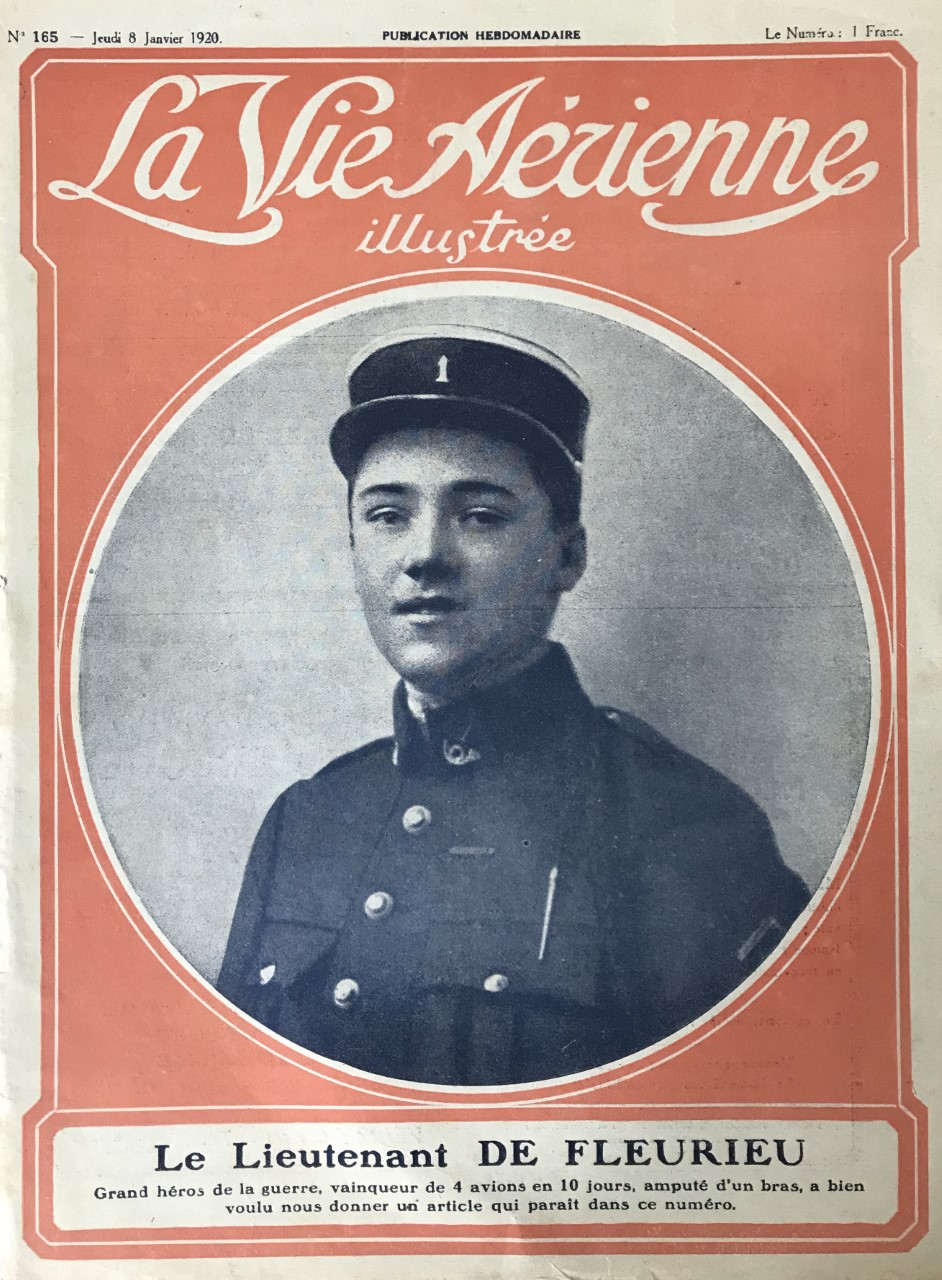

"Le service comprendra des voyages réguliers et éventuellement des voyages supplémentaires. Les voyages réguliers seront au nombre de 273 aller et retour sur chacune des étapes :
- Paris-Strasbourg
- Strasbourg-Prague
- Prague-Varsovie

Représentant un voyage quotidien dans chaque sens du 15 février au 15 novembre 1922.
La compagnie Franco-Roumaine devra posséder un effectif de : 63 avions, 21 pilotes et d'1 mécanicien par 300 chevaux-vapeur de force motrice.
Le service sera assuré par des appareils : 
- Salmson 2 à moteur : Salmson 235,
- Blériot-SPAD S.33 à moteur : Salmson 235
- Potez VII à moteur : Lorraine 360

Le 21 octobre 1922, dans un décret paru au Journal officiel, la compagnie franco-roumaine ayant des résultats prometteurs, l’État lui accorde un crédit de 7 300 000 francs pour l'année entière. Cependant, il est précisé qu'à l'expiration de la nouvelle convention, la compagnie franco-roumaine devra fournir au ministre chargé de la navigation aérienne un rapport général d'exploitation au point de vue technique, économique et financier. Enfin, la compagnie est soumise au contrôle technique, administratif et financier du ministre chargé de la navigation aérienne et de l'inspection générale des finances.
L'itinéraire et les distances servant de base à l'établissement des tarifs et au payement des primes sont les suivantes :
Prague-Constantinople:
- 1° Prague_Vienne, par Kolin, Iglau, Znaim, 279 km
- 2° Vienne-Budapest, par Presbourg, Komarom, Nyergues, Ufalu, 227 km
- 3° Budapest-Bucarest, par Arad, Temesvar, Versecz, Rain, Turnu Severin, 823 km;
- 4° Bucarest-Constantinople, par Routschouk, Raszgrad, Jamboli, Andrinople, San Stefano, 546 km.

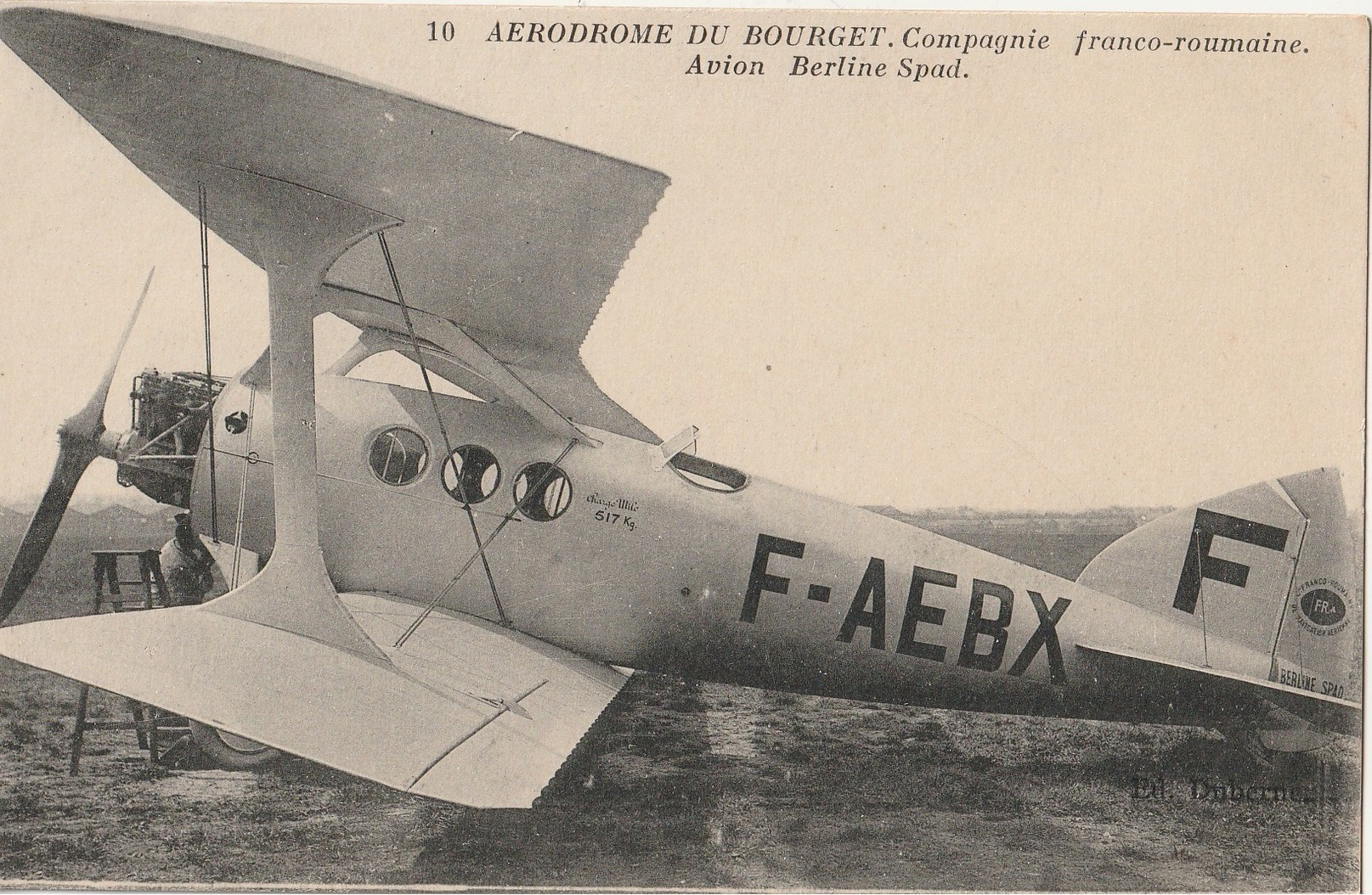
Aérodrome du Bourget, avion Berline Spad de la Compagnie Franco-Roumaine

Le parcours de chaque étape doit être effectué dans le temps maximum suivant :
- Prague-Vienne, 3h15
- Vienne-Budapest 2h40
- Budapest-Bucarest 11 heures
- Bucarest Constantinople 6h30

La première liaison a lieu le 12 novembre 1922 et relie donc Paris - Strasbourg - Prague - Varsovie - Vienne - Budapest - Belgrade - Bucarest - Constantinople/Istamboul.
La Compagnie internationale de navigation aérienne a également été la première au monde à effectuer un vol international de nuit avec passagers le 10 septembre 1923.
Le succès est fulgurant, si bien qu'en février 1924, la compagnie annonce fièrement qu'elle a parcouru 1 313 735 km soit 32 fois le tour de la Terre !
Il s'agit ici d'une révolution dans l'Histoire des moyens de transport, à une époque où le moyen de locomotion le plus rapide est le train.
Il en résulte que des slogans de la compagnie paraissent à cette époque totalement inédits mais tout à fait exacts : en 1924, Bucarest, par avion, ne sera pas plus éloigné de Paris que ne l'est actuellement, par les trains express, Paris de Nice.
La plupart des pilotes sont recrutés directement par Pierre de Fleurieu. Ils sont sélectionnés parmi ses amis, anciens pilotes de chasse de la guerre de 1914-18.
À la suite d'un scandale visant l'actionnaire principal, la banque Marmorosch Blank en 1924, le capital de l'entreprise est réduit et en partie racheté par le gouvernement tchécoslovaque. Conséquemment, la "Compagnie franco-roumaine" est renommée le 1er janvier 1925 "Compagnie internationale de navigation aérienne" (CIDNA) au capital partagé entre la France (50%), la Tchécoslovaquie (20%), la Roumanie (19%) et d'autres pays européens (11%).
Dans les années 1930, elle constitue une des principales compagnies françaises pour le transport de passagers. Desservant l'Europe centrale, elle complète un réseau de cinq compagnies aériennes qui fusionnent au sein de la compagnie nationale Air France fin 1933 avec : 
- Air Union et les lignes Farman, qui desservent l'Europe occidentale ;
- Air Orient qui étend son réseau vers la Méditerranée et l'Extrême-Orient ;
- et l'Aéropostale, qui dessert l'Amérique du Sud, essentiellement en transport de courrier.

Paul Morand raconte, au début des années 1930, dans Flèche d’Orient le vol à bord d'un avion de la CIDNA de Paris à Bucarest, en vingt heures en faisant escale à Strasbourg, Nuremberg, Vienne et Budapest à la folle vitesse de 150 km/h.

## Incidents et accidents
Le 15 septembre 1931 la compagnie déplore un dramatique accident. L’avion, un Fokker VII immatriculé F-ALGT, s'écrase lors d’un vol Le Bourget-Bucarest-Stamboul.
L’appareil a sans doute été la proie d’une forte tempête et fut retrouvé détruit par le feu près du village de Balacita, district de Mehedintze, en Roumanie. L’enquête devait conclure que l’avion avait été brûlé consécutivement à l'accident par des villageois pilleurs des décombres de l’accident. Le pilote Roumain Monsieur Gloditch périt avec son Radio-Télégraphiste Français Georges Daniel (24 ans). Il y avait en outre à bord 4 passagers : M. Martinot (Français), M. Gruener (avocat allemand de Berlin), M. Sterberg (industriel autrichien de Vienne) et M. Poll (négociant yougoslave),.

## Flotte d'aéronefs
La compagnie aérienne CIDNA avait 12 exemplaires de Fokker VII. De l'usine Fokker ont été livrés 3 F.VIIb-3m - F-AJCH (5136), F-AJCI (5137) et le F-AJCJ (5138). De la société tchèque Avia ont été achetés 3 avions supplémentaires - F-ALGR (16), F-ALGS (17), F-ALGT (18). Ils étaient tous équipés de moteurs Gnôme Rhône Titan. Accueil Fournitures : septembre 1929.
Toujours en 1929 - 1932, 6 appareils sont à la disposition de la compagnie. Les Fokker.VIIa ont été converties en F.VIIa-3m - F-AIYU (5129), F-AIYV (5130), F-AIYX (5131), F-AJBG (5132) , F-AJBH (5133), F-AJBI (5134), F-AJBJ (5135). F-AJBH (5133) a été modifié à la société Avia, puis a changé son enregistrement F-AMBH. En 1932 , à l'Avia a de nouveau été modifié et F-ALGT - une nouvelle aile a été mis dans l'avion. Après cela, le numéro de série a changé à 24 signe de sa reconstruction.